# Una signora di mezza età
Una signora di mezza età è un romanzo di Angus Wilson del 1958. Il romanzo venne premiato con il James Tait Black Memorial Prize per la narrativa.
Il libro descrive la vita di Meg Eliot, una donna attiva e felice, moglie di un avvocato, che si ritrova vedova e impoverita dopo lo sconvolgente omicidio del marito all'estero. I tentativi della donna di ricostruirsi una vita sono messi in contrasto con l'autoisolamento del fratello, David, che vive con il compagno morente Gordon in Sussex.
Wilson concepì l'idea della storia nel settembre 1957 durante una viaggio in Thailandia, a cui si è forse ispirato per la nazione fittizia di Badai che appare nel libro.

## Edizioni
- Angus Wilson, Una signora di mezza età, Garzanti, 1993, ISBN 88-11-66886-7.